# Leptocybe
Leptocybe is een geslacht van vliesvleugeligen uit de familie Eulophidae. De wetenschappelijke naam van dit geslacht is voor het eerst geldig gepubliceerd in 2004 door Fisher & La Salle.

## Soorten
Het geslacht Leptocybe is monotypisch en omvat slechts de volgende soort:
- Leptocybe invasa Fisher & La Salle, 2004